# Plesiostigmodes
Plesiostigmodes is een geslacht van vliesvleugeligen uit de familie Torymidae. De wetenschappelijke naam van dit geslacht is voor het eerst geldig gepubliceerd in 1904 door Ashmead.

## Soorten
Het geslacht Plesiostigmodes is monotypisch en omvat slechts de volgende soort:
- Plesiostigmodes brasiliensis Ashmead, 1904